# Pjotr Iwanowitsch Maggo

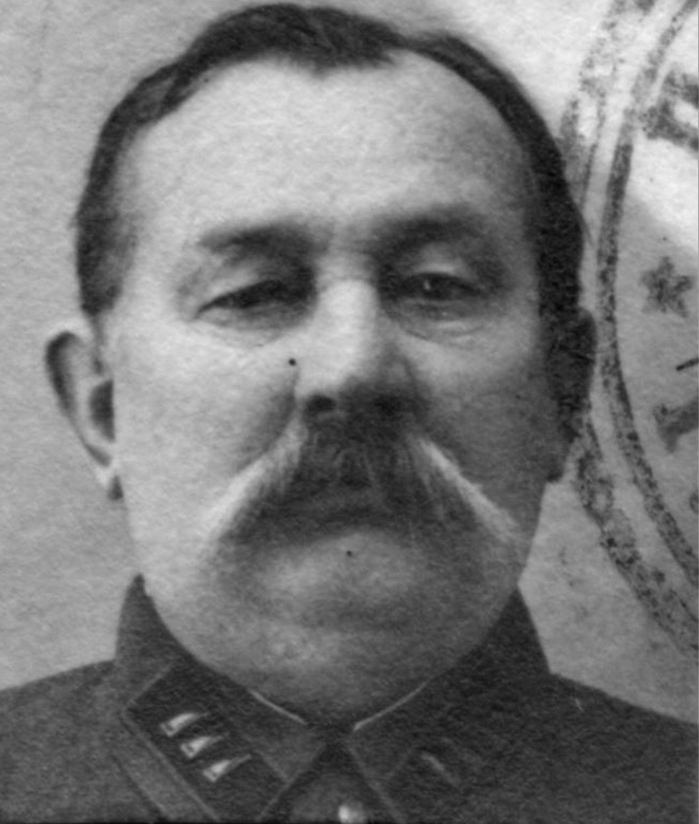
Pjotr Iwanowitsch Maggo (1938)

Pjotr Iwanowitsch Maggo (russisch Пётр Иванович Магго; lettisch Pēteris Mago; * 1879 im Ujesd Dwinsk, Gouvernement Witebsk, heute Lettland; † 1941 in Moskau) war ein lettisch-russisches Mitglied der Tscheka, der (O)GPU bzw. des NKWD. Während der 1930er Jahre, insbesondere während des Großen Terrors, gehörte er zu den für die Hinrichtung von vermeintlichen Volksfeinden zuständigen Henkern innerhalb der OGPU bzw. des NKWD. Am Ende seiner Dienstzeit war er Kommissar 3. Ranges innerhalb des NKWD.

## Biografie
Maggo wurde als Sohn eines wohlhabenden lettischen Bauern geboren. Vor dem Ersten Weltkrieg betätigte er sich in der Landwirtschaft mit dem Anbau von Hafer und Flachs und wurde selbst ein wohlhabender Bauer. Er diente in der russischen Armee und nahm in Sibirien an der Unterdrückung der russischen bürgerlich-demokratischen Revolution von 1905 teil. Maggo war selbst politisch uninteressiert.  Mit dem Ausbruch des Ersten Weltkrieges meldete er sich freiwillig und kehrte in den Dienst der russischen Armee zurück. Während des Krieges wurde er zum Offizier befördert.
Nach dem Sturz des Zaren trat Maggo den Bolschewiki im September 1917 bei, da er diese als einzige in der Lage sah, die Ordnung im Land wiederherzustellen. Innerhalb der Partei erhielt er den Namen „Magier“ (russisch маг, Transkription: mag). Im April 1918 trat Maggo der Tscheka bei und wurde in der Tscheka-Abteilung „Sveaborg“ eingesetzt. Durch seine Rücksichtslosigkeit und seine Bereitschaft, persönlich die „Feinde der Revolution“ zu töten, zog er die Aufmerksamkeit von Felix  Dserschinski auf sich und wurde der  persönlichen Leibwache von Dserschinski zugeteilt. Dserschinski benutzte seine Leibwache oft als persönliches Erschießungskommando, das unliebsame Personen ohne Gerichtsverfahren verschwinden ließ.
Da Maggo sich bei dieser Tätigkeit auszeichnete, wurde er 1919 Aufseher im Gefängnis innerhalb der Lubjanka, dem Hauptquartier der Tscheka in Moskau. 1920 wurde er zum Leiter des Gefängnisses ernannt. In dieser Position musste er nicht mehr an Erschießungen von Gefangenen teilnehmen, tat es aber freiwillig. Dieses Verhalten stand im Kontrast zu seinem sonstigen Auftreten: Er war ruhig, höflich und sah nach Aussagen von Zeitzeugen durch das Tragen eines Zwickers und eines kleinen Bartes viel mehr wie ein Dorflehrer aus.
Im Jahr 1924 wurde Maggo in den Obersten Rat für Volkswirtschaft versetzt. Diese Tätigkeit gefiel ihm aber nicht. 1931 reichte er eine Petition ein, um in den Dienst der OGPU als Offizier für besondere Aufgaben (der Vollstreckung von Todesurteilen) zurückzukehren. Diese Bitte wurde Maggo gewährt und er wurde bald darauf zum Hauptmann der OGPU befördert. Zeitzeugen, die Maggo kannten, behaupteten, dass er diese Tätigkeit aus Spaß am Töten ausüben wollte. Im Gegensatz zu anderen Henkern der OGPU hatte er kein Problem damit, Frauen zu erschießen.
Zwischen 1931 und 1940 erschoss Maggo über 10.000 Menschen, täglich zwischen 3 und 15 Personen. Er „arbeitete“ oft an Wochenenden und Feiertagen. Nach der Erfüllung seiner Aufgaben konnte er essen und sich betrinken gehen. Im Gegensatz zu den anderen Henkern der OGPU bzw. NKWD hatte Maggo immer großen Appetit. Für seine „Verdienste“ wurde Maggo einmal mit dem Orden des Roten Sterns (1936) und einmal mit dem Rotbannerorden (1937) ausgezeichnet. Im Gegensatz zu vielen anderen sowjetischen Geheimdienstmitarbeitern diente Maggo unter Jagoda, Jeschow und Lawrenti Beria und wurde nicht selbst als unnötiger Zeuge hingerichtet.
1940 wurde Maggo aus dem besonderen Dienst des NKWD entlassen, da seine Tätigkeit jetzt in die Zuständigkeit des Militärs übergeben wurde. Er schrieb dagegen eine Eingabe an Stalin, erhielt aber nur die Antwort, dass der „Führer“ seine eigenen Probleme hat. Maggo betrank sich immer mehr und starb 1941 an Leberzirrhose. Er wurde auf dem Nowodewitschi-Friedhof in Moskau begraben.